# Coleophora flavipennella
Coleophora flavipennella é uma espécie de mariposa do gênero Coleophora pertencente à família Coleophoridae.